# Zawoja (gemeente)
De gemeente Zawoja is een landgemeente in het Poolse woiwodschap Klein-Polen, in powiat Suski.
Op 30 juni 2004 telde de gemeente 8815 inwoners.

## Oppervlakte gegevens
In 2002 bedroeg de totale oppervlakte van gemeente Zawoja 128,8 km², waarvan:
- agrarisch gebied: 32%
- bossen: 66%

De gemeente beslaat 18,78% van de totale oppervlakte van de powiat.

## Demografie
Stand op 30 juni 2004:
| Omschrijving                   | Totaal | Totaal | Vrouwen | Vrouwen | Mannen | Mannen |
| ------------------------------ | ------ | ------ | ------- | ------- | ------ | ------ |
| eenheid                        | aantal | %      | aantal  | %       | aantal | %      |
| inwoners                       | 8815   | 100    | 4356    | 49,4    | 4459   | 50,6   |
| bevolkingsdichtheid (inw./km²) | 68,4   | 68,4   | 33,8    | 33,8    | 34,6   | 34,6   |

In 2002 bedroeg het gemiddelde inkomen per inwoner 1296,93 zł.

## Aangrenzende gemeenten
Bystra-Sidzina, Koszarawa, Lipnica Wielka, Maków Podhalański, Stryszawa.
De gemeente grenst aan Slowakije.